# Laetitia Withall
Laetitia Withall (30 d'agost del 1881 - 11 de març del 1963) fou una escriptora i sufragista nascuda a Austràlia que va fer campanya al Regne Unit per la Unió Social i Política de les Dones, amb el nom de Leslie Hall. Quan era a la presó feu una vaga de fam i la van alimentar per la força; és per això que rebé la Medalla de vaga de fam de la Unió Social i Política de les Dones, que ara és en la col·lecció de la Biblioteca Nacional d'Austràlia.

## Primers anys

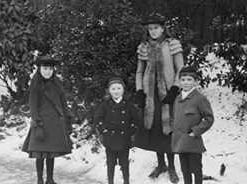
D'esquerra a dreta, Laetitia Withall amb els seus germans Osborn, Adelaide i Richard (c. 1891)

Withall nasqué a Adelaide, Austràlia, al 1881, filla de pares britànics, Louisa Margaret Reed (1858-1951) i l'arquitecte Latham Albert Withall, Orde de l'Imperi britànic (1853-1925) i es traslladà amb la seua família al Regne Unit quan tenia 7 anys; hi romangué la resta de la seua vida, però mai va oblidar el país on havia nascut.

## Activisme
L'arrestaren per primera vegada a Birmingham el 18 de setembre del 1909 com a Leslie Hall (un nom que havia pres per a evitar la vergonya dels seus pares). El 21 de desembre del 1909, a Liverpool, ella i Selina Martin s'acostaren al primer ministre H. H. Asquith quan sortia del seu automòbil i el van abordar sobre el tema dels drets de les dones. No els va respondre, i Martin li llançà una ampolla de cervesa de gingebre buida a l'acte. Totes dues dones foren arrestades i detingudes durant sis dies. Se'n rebutjà la fiança, tot i que Martin va prometre que tant ella com Withall s'abstindrien d'accions militants fins al judici. Les traslladaren a Walton Gaol, i les tractaren com si fossen criminals convictes, amb considerable violència a la presó.
El dilluns 27 de desembre del 1909, totes dues foren dutes a la cort. Withall rebé un mes de presó amb treballs forçats, i Martin fou sentenciada a dos mesos. En tornar a la presó, les dues es negaren a usar uniforme de presoneres i tornaren a la vaga de fam. Els posaren camisa de força dins una cel·la de càstig. Les obligaren a menjar a la força, i al 3 de febrer del 1910 foren alliberades.
Els fets sobre el seu tractament a la presó preventiva havien circulat àmpliament, ja que havien fet declaracions per als seus amics mentre es duia a terme el judici. El ministre de l'Interior, Herbert Gladstone, negà en el Times la veritat de les declaracions, i digué que els negaren la llibertat sota fiança perquè elles s'havien negat a prometre que es comportarien fins que s'iniciàs el judici, que no hi havia hagut violència innecessària i que les dones mateixes no havien presentat cap queixa. Però, de fet, l'evidència dels maltractaments s'imposà a les declaracions del Sr. Gladstone.
La seua signatura es troba brodada en The Suffragette Bàner, dissenyada a l'Escola d'art de Glasgow per Ann Macbeth (1875-1948) i els seus deixebles, i pertany a la col·lecció del Museu de Londres.

## Vida posterior
Com a escriptora, els llibres de Withall inclouen: A Traveller Through Time: Glimpses Of A Soul's Past (1928); The Window And Other Poems (1927); Of Meditation And Prayer (1934); Of Prayer. A Simple Talk (1932), i When Half-Gods Go. A Spiritualistic Composition (1922).
El 1939, vivia a Broadstairs, a Kenre, i hi va morir el 1963 als 82 anys. Mai es va casar.
Al 1961, als 80 anys, donà la seva Medalla de la Fam a la col·lecció de la Biblioteca Nacional d'Austràlia.